# NGC 1495
NGC 1495 este o emission-line galaxy⁠(d) situată în constelația Orologiul. A fost descoperită în 24 octombrie 1835 de către John Herschel. Se află la o distanță de 16 megaparseci de Pământ.